# Nymphon conirostrum
Nymphon conirostrum is een zeespin uit de familie Nymphonidae. De soort behoort tot het geslacht Nymphon. Nymphon conirostrum werd in 1973 voor het eerst wetenschappelijk beschreven door Stock. 